# Mary Luz Andía
Mary Luz Andia (née le 9 novembre 2000) est une athlète péruvienne spécialiste de la marche.

## Carrière
En 2019, elle est championne d'Amérique du Sud junior à Cali sur 10 000 mètres marche.
En 2021, elle participe aux Jeux Olympiques de Tokyo sur 20 km marche et termine 24e en 1 h 35 min 25.
En 2023, elle est championne d'Amérique du Sud du 20 000 mètres marche en battant le record d'Amérique du sud en
1 h 29 min 7 s 5.

## Palmarès
| Date | Compétition                            | Lieu      | Résultat | Épreuve         | Temps             |
| ---- | -------------------------------------- | --------- | -------- | --------------- | ----------------- |
| 2019 | Championnats d'Amérique du Sud juniors | Cali      | 1re      | 10 000 m marche | 47 min 10 s 20    |
| 2019 | Championnats panaméricains juniors     | San José  | 2e       | 10 000 m marche | 45 min 22 s 94    |
| 2023 | Championnats d'Amérique du Sud         | São Paulo | 1re      | 20 000 m marche | 1 h 29 min 07 s 5 |
| 2023 | Championnats du monde                  | Budapest  | 31e      | 20 km marche    | 1 h 35 min 38 s   |
| 2024 | Jeux olympiques                        | Paris     | 12e      | 20 km marche    | 1 h 29 min 24 s   |

## Records
| Épreuve         | Performance            | Lieu            | Date             |
| --------------- | ---------------------- | --------------- | ---------------- |
| 10 km marche    | 46 min 33 s            | Lázaro Cárdenas | 20 avril 2019    |
| 10 000 m marche | 44 min 21 s 72         | Lima            | 13 novembre 2021 |
| 20 km marche    | 1 h 29 min 19 s        | Dudince         | 16 mars 2024     |
| 20 000 m marche | 1 h 29 min 07 s 5 (AR) | São Paulo       | 29 juillet 2023  |